# Konståret 1858

## Händelser

### Okänt datum
- John Ruskin träffar Rose La Touche.
- Föreningen för nordisk konst bildas i Stockholm.

## Utmärkelser
- Prix de Rome (för målning) - Jean-Jacques Henner

## Verk
- Jean-Auguste-Dominique Ingres – Självporträtt vid 78 års ålder
- Édouard Manet – Pojke med körsbär

## Födda
- 6 januari - Albert Henry Munsell (död 1918), amerikansk målare, konstlärare samt uppfinnaren av Munsells färgsystem.
- 10 januari - Heinrich Zille (död 1929), tysk målare, tecknare och fotograf.
- 13 januari - Edmond Aman-Jean (död 1936), fransk målare.
- 13 mars - Maximilien Luce (död 1941), fransk målare.
- 7 juni - Elias Anckers (död 1921), svensk sjömilitär, varvschef, målare och grafiker.
- 20 juni - Medardo Rosso (död 1928), italiensk skulptör.
- 30 juni - Christian Eriksson (död 1935), svensk skulptör.
- 1 juli - Willard Leroy Metcalf (död 1925), amerikansk målare.
- 21 juli - Lovis Corinth (död 1925), tysk målare.
- 12 september - Fernand Khnopff (död 1921), belgisk målare och bildhuggare.
- 11 oktober - Nils Kreuger (död 1930), svensk konstnär.
- 2 november - Johan Krouthén (död 1932), svensk konstnär.
- 27 november - Frank Wilbert Stokes (död 1955), amerikansk målare och tecknare.
- 30 november - Rosa Mayreder (död 1938), österrikisk målare och musiker.
- 15 december - Eliza Olivecrona (död 1902), svensk konstnär
- 28 december - Richard Bergh (död 1919), svensk konstnär, konstskriftställare och museiman.
- okänt datum - Frans Lindberg (död 1944), svensk konstnär.
- okänt datum - Gerda Tirén (död 1928), svensk illustratör och konstnär.

## Avlidna
- 28 mars – Gustaf Adolf Engman (född 1791), svensk målare.
- 9 april - Joseph Karl Stieler (född 1781), tysk målare.
- 13 april – Carl Hasenpflug (född 1802), tysk målare.
- 15 juni - Ary Scheffer (född 1795), fransk målare.
- 15 juli - Alexander Andreyevich Ivanov (född 1806), rysk målare.
- 12 oktober - Hiroshige (född 1797), japansk ukiyo-ekonstnär.
- okänt datum - John Hogan (född 1800), irländsk skulptör.
- okänt datum - Gustaf Stråhlberg (född 1794), svensk dekormålare.